# فهرست میراث جهانی در اوگاندا
میراث جهانی در اوگاندا تا تاریخ ۲۰۲۲ شامل سه اثر ثبت شده در کشور اوگاندا توسط میراث جهانی یونسکو است.
سایت‌های سازمان میراث جهانی آموزشی، علمی و فرهنگی ملل متحد، یونسکو، مکان‌هایی هستند که دارای اهمیت فرهنگی یا طبیعی هستند، همان‌طور که در پیمان‌نامه میراث جهانی یونسکو، که در سال ۱۹۷۲ تأسیس شده، شرح داده شده است. اوگاندا این پیمان‌نامه را در ۲۰ نوامبر ۱۹۸۷ پذیرفت و از آن هنگام، مکان‌های طبیعی و فرهنگی اوگاندا واجد شرایط برای گنجانده شدن در فهرست میراث جهانی هستند.
در سال ۱۹۹۴ میلادی، دو پارک ملی در استان غربی اوگاندا، با معیارهای طبیعی به ثبت جهانی رسیدند. سومین اثر، مقبره‌های کاسوبی، یک مکان فرهنگی است که به تاریخ این کشور مرتبط است و در سال ۲۰۰۱ به ثبت رسید؛ اما با توجه به خطرهایی که این سازه را تهدید می‌کرد، یونسکو این اثر را در سال ۲۰۱۰، در فهرست آثار در معرض خطر قرار داد و در سال ۲۰۲۰ آتش‌سوزی مهیبی این بنا را تخریب نمود. هنوز هم تا تاریخ ۲۰۲۲ مقبره‌های کاسوبی وضعیت نامناسبی دارد.

## سایت‌های میراث جهانی
یونسکو سایت‌ها را با ده معیار فهرست می‌کند. هر ورودی باید حداقل یکی از معیارها را داشته باشد.
| # | نگاره | نام                              | موقعیت                    | سال ثبت | ش ثبتمعیارها       | شرح | م     |
| ۱ |       | پارک ملی جنگل بویندی             | ناحیه کانونگو، استان غربی | ۱۹۹۴    | ۶۸۲vii, x          | پارک یـِویندی که در جنوب غربی اوگاندا، در محل تلاقی جنگل‌های دشت و کوهستانی، قرار دارد، ۳۲۰۰۰ هکتار وسعت دارد و به دلیل تنوع زیستی استثناییش، با بیش از ۱۶۰ گونه درخت و بیش از ۱۰۰ گونه سرخس، شناخته شده است. بسیاری از انواع پرندگان و پروانه‌ها و همچنین بسیاری از گونه‌های در معرض خطر از جمله گوریل کوهی را می‌توان در آنجا یافت. | [ ۶ ] |
| ۲ |       | پارک ملی کوهستان روونزوری        | استان غربی                | ۱۹۹۴    | ۶۸۴vii, x          | پارک ملی کوه‌های روونزوری ناحیه‌ای در حدود ۱۰۰۰۰۰ هکتار، در غرب اوگاندا را پوشش می‌دهد و بخش اصلی سلسله جبال روونزوری را شامل می‌شود که سومین قله مرتفع آفریقا، کوه مارگریتا به بلندای ۵۱۰۹ متر، را در بر می‌گیرد. یخچال‌های طبیعی، آبشارها و دریاچه‌های این منطقه، آن را به یکی از زیباترین مناطق کوهستانی آفریقا تبدیل کرده است. این پارک دارای زیستگاه‌های طبیعی بسیاری از گونه‌های در خطر انقراض و پوشش گیاهی غنی و غیرمعمول است که خلنگ غول‌پیکر در میان گونه‌های دیگر، درخت ویژه‌ای از این پارک ملی محسوب می‌شود. | [ ۷ ] |
| ۳ |       | مقبره‌های شاهان بوگاندا در کاسوبی | کامپالا، استان مرکزی      | ۲۰۰۱    | ۱۰۲۲i, iii, iv, vi | مقبرهٔ چهار کاباکا (پادشاه) حکومت تاریخی بوگاندا، در منطقه‌ای به وسعت تقریبی ۳۰ هکتار و در دامنهٔ تپه‌ای در منطقهٔ کامپالا، پایتخت اوگاندا، قرار دارد. بخش اعظم این محوطه مختص کشاورزی است و با روش‌های سنتی کشاورزی زراعت می‌شود. در مرکز آن در بالای تپه، کاخ سابق کاباکاهای بوگاندا قرار دارد که در سال ۱۸۸۲ میلادی ساخته شد و در سال ۱۸۸۴ به گورستان سلطنتی تبدیل شد. اکنون چهار مقبره سلطنتی در این ناحیه وجود دارد. ساختمان اصلی مدور است و بر فراز آن یک گنبد که نمونه‌ای بارز از دستاوردهای معماری با مواد آلی، عمدتاً چوب، کاهگل، نی، واتل و داوب است. با این حال، اهمیت اصلی سایت در ارزش‌های ناملموس آن، من‌جمله ارزش‌های اعتقادی، معنوی، پایداری و هویت آن نهفته است. مقبره‌های کاسوبی از سال ۲۰۱۰ در فهرست میراث جهانی در معرض خطر قرار دارد. | [ ۸ ] |

## فهرست آزمایشی
علاوه بر مکان‌هایی که در فهرست میراث جهانی ثبت شده‌اند، کشورهای عضو می‌توانند فهرستی از مکان‌های آزمایشی را که ممکن است برای نامزدی در نظر گرفته شوند، ارائه کنند. نامزدهای فهرست میراث جهانی تنها در صورتی پذیرفته می‌شوند که سایت قبلاً در فهرست آزمایشی ثبت شده باشد.
تا تاریخ ۲۰۲۲ اوگاندا ۵ اثر را در فهرست آزمایشی خود دارد.
| # | نگاره | نام                                         | موقعیت      | سال ثبت | شماره ثبتمعیارها     | شرح | م      |
| ۱ | تصویری از این مکان در دسترس نیست. در صورتی که به تصویر آزادی دسترسی دارید، می‌توانید آن را به اشتراک بگذارید. | عملیات باستان‌شناسی بیگو بیا موگنیی          | استان مرکزی | ۱۹۹۷    | ۹۱۱i, ii, iii, vi    | مجموعهٔ بزرگی از گودال‌ها و خندق‌ها است که قدمت آن به سده‌های چهاردهم و شانزدهم میلادی می‌رسد. در سنت شفاهی منطقه، این خندق به دودمان کوتاه‌عمر باکوِزی مرتبط است. | [ ۱۰ ] |
| ۲ | | مزرعه تولید نمک در کیبیرو                   | استان غربی  | ۱۹۹۷    | ۹۱۲i, iii, iv, v     | هشتصد تا نهصد سال پیش، زنان دهکدهٔ کیبیرو به صورت یک کار سنتی، نمک تولید می‌کردند. تولید نمک در کیبیرو نظام‌مند بود و در دوره‌های هفت روزه مدام تکرار می‌شد. مردم این دهکده تنها با استفاده از صید ماهی و فروش ماهی زندگی خود را ادامه می‌دادند.                                          | [ ۱۱ ] |
| ۳ | تصویری از این مکان در دسترس نیست. در صورتی که به تصویر آزادی دسترسی دارید، می‌توانید آن را به اشتراک بگذارید. | تپه‌ها و خندق‌های مصنوعی در نتوسی             | استان مرکزی | ۱۹۹۷    | ۹۱۳i, iii, v, vi     | روستای نتوسی با یک کیلومتر مربع بزرگی، نمونه منحصر به فردی از جزیره‌های دارای رسوبات سنگین باستان‌شناسی عصر آهن متأخر است که توسط یک گستره بسیار وسیع از علفزارهای بی‌ثمر احاطه شده است.                                                                                               | [ ۱۲ ] |
| ۴ | | نیِرو و سایر صخره‌نگاری‌های شکارچی-گردآورندگان | استان شرقی  | ۱۹۹۷    | ۹۱۴i, ii, vi         | نـِیرو یک پناهگاه صخره‌ای سه طبقه با نقاشی‌های بدوی بر روی سطوح داخلی صخره‌ها است. این محوطه از نظر باستان‌شناسی مربوط به دوره بعد از عصر آهن است. نگارگر این نقاشی‌ها را نمی‌توان شناسایی کرد، اما نبوغی که در آن نقاشی شده، نشان از درجه بالایی از درک ارزش‌های زیبایی شناختی را می‌نماید. | [ ۱۳ ] |
| ۵ | | پارک ملی گوریل امگاهینگا                    | استان غربی  | ۲۰۰۷    | ۵۰۹۹vii, viii, ix, x | این پناهگاه حیات وحش دارای سه کوه آتشفشان، حوزه‌های آبریز دائمی، پوشش گیاهی گسترده، حدود ۱۸۵ گونه پرنده و ۸۹ گونهٔ پستاندار است. از پستانداران بزرگ و شاخص این پارک ملی، گوریل کوهی، میمون طلائی، میمون آبی، بوفالو و فیل هستند.                                                      | [ ۱۴ ] |